# Mihrab aus Kaschan

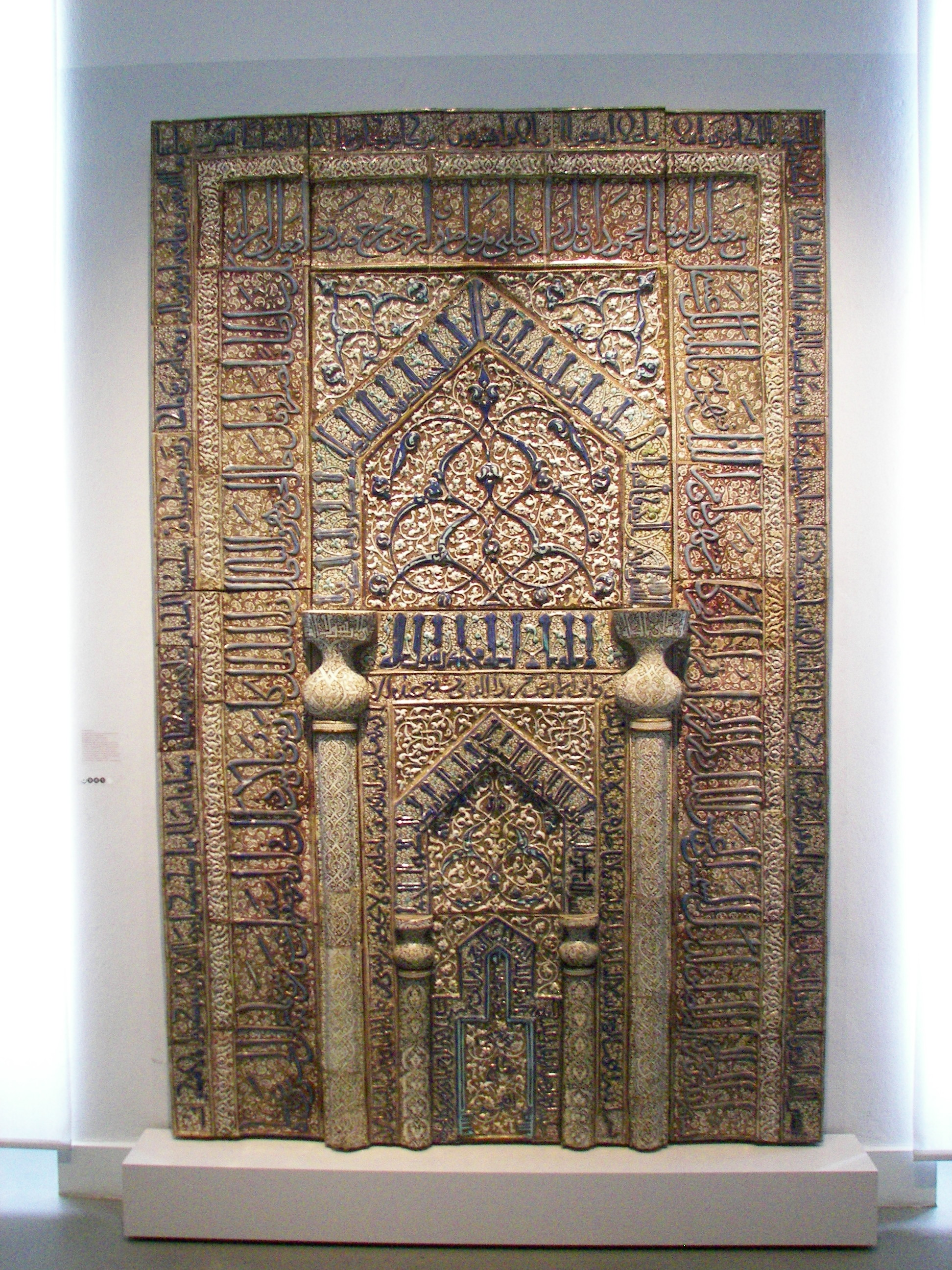
Der Mihrab aus Kaschan

Die Gebetsnische aus Kaschan stammt aus der Maidan-Moschee in Kaschan im Iran und ist inschriftlich datiert in das Jahr 623 H./1226 n. Chr. Sie befindet sich heute im Museum für Islamische Kunst in Berlin.
Der Aufbau entspricht dem für den Iran zeittypischen charakteristischen flachen Typ, allein die Säulen treten halbplastisch hervor. Die Nischenform wird in dreimaliger Staffelung wiederholt. Der Mihrab besteht aus 74 Einzelfliesen, die mit Modeln geprägt und dann bemalt wurden. „Der Lüster schimmert in verschiedenen goldbraunen Tönen, große blaue Muster und Inschriften sowie kleine türkisblaue Füllungen heben sich wirkungsvoll davon ab.“

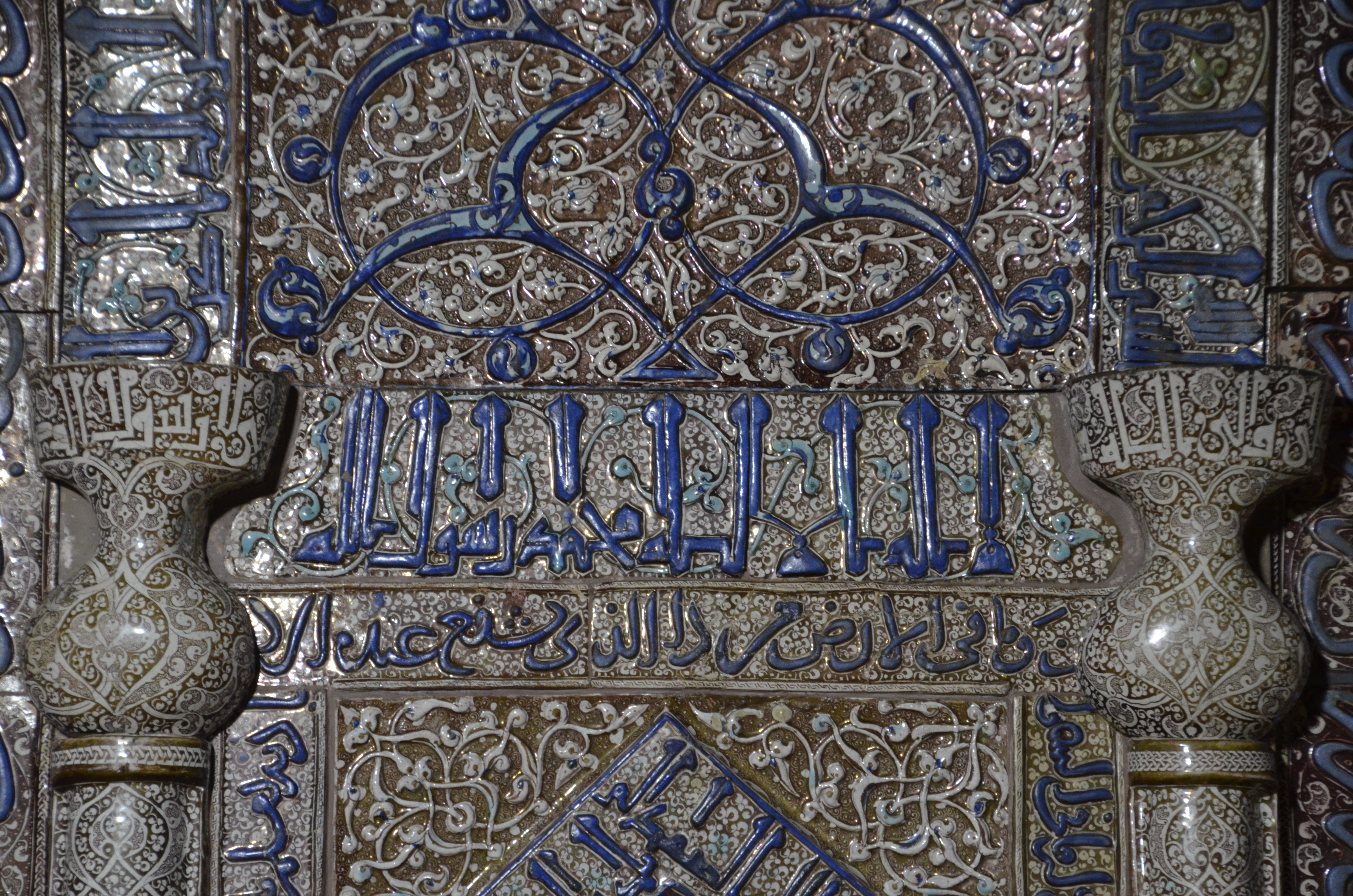
Inschriften im Kufi- und Naschī-Duktus

Obwohl erst in der Mongolenzeit entstanden, entspricht das Musterrepertoire ganz dem vormongolischen Stil, der kaum chinesische Elemente aufweist. Die Inschriften im Kufi- und im Naschī-Duktus geben im Rahmen von außen nach innen Texte aus den Koransuren 76 und 17 wieder, die sich auf das Gebet beziehen. Nischengiebel und -rahmen enthalten Texte der Suren 11, 112, 97 und 2. Davon gehört der sogenannte Thronvers (Sure 2, Vers 255) zu den beliebtesten Texten:

„Allah! Es gibt keinen Gott außer ihm, dem Lebendigen, dem Ewigen! Nicht ergreift ihn Schlummer und nicht Schlaf. Sein ist, was in den Himmeln und was auf Erden. Wer ist’s, der da Fürsprache einlegt bei ihm ohne seine Erlaubnis? Er weiß, was zwischen ihren Händen ist und was hinter ihnen, und nicht begreifen sie etwas von seinem Wissen außer was er will. Weit reicht sein Thron über die Himmel und die Erde, und nicht beschwert ihn beider Hut. Denn er ist der Hohe, der Erhabene.“

Auf den Kapitellen erscheint ein schiitischer Glaubenssatz, zwischen ihnen das islamische Glaubensbekenntnis. Von dem hier signierenden Meister al-Ḥasan bin ʿArabšāh (الحسن بن عربشاه) gibt es Einzelfliesen eines Mihrab im Londoner Victoria & Albert Museum.